# Dorinha Rezende
Maria Auxiliadora Seabra Rezende (Goiânia, 1º de outubro de 1964), mais conhecida como Professora Dorinha, é uma professora universitária e política brasileira, atualmente exercendo o cargo de Senadora da República pelo União Brasil (UNIÃO).

## Biografia
Nascida em Goiânia, formou-se em Pedagogia na Universidade Federal de Goiás (UFG) em 1987. Tornou-se mestre também pela UFG em Educação Escolar Brasileira no ano de 1997.
Entre os anos de 1998 e 2009, foi Secretária da Educação e Cultura do Tocantins.
Foi eleita deputado federal pelo estado de Tocantins pela primeira vez em 2010 com 38.233 votos, pelo Democratas (DEM).
Foi reeleita deputado federal em 2014, para a 55.ª legislatura (2015-2019), pelo Democratas (DEM) com 41.802 votos. Votou a favor do Processo de impeachment de Dilma Rousseff (PT). Já durante o Governo Michel Temer, votou contra da PEC do Teto dos Gastos Públicos. Em abril de 2017 foi favorável à Reforma Trabalhista.  Em agosto de 2017 votou contra o processo em que se pedia abertura de investigação do então presidente Michel Temer (PMDB), ajudando a arquivar a denúncia do Ministério Público Federal.
Em 2018, foi reeleita novamente com 40.008 votos. No governo de Jair Bolsonaro (PSL), votou de maneira favorável à Reforma da Previdência proposta pelo governo.

## Controvérsias

### Caso dos livros didáticos
Dorinha foi processada pelo Ministério Público Federal (MPF) devido à compras irregulares enquanto foi Secretária da Educação do Tocantins entre 2002 e 2004, na compra de materiais didáticos. Foi condenada em primeira instância com pena de 5 anos e 4 meses de detenção.
Em 2017, a primeira turma do Supremo Tribunal Federal (STF) manteve a condenação de Dorinha. No ano seguinte, em agosto de 2018, o STF absolveu Dorinha garantindo não encontrar irregularidades da parte de Dorinha no processo de compras dos livros didáticos.

## Desempenho eleitoral
| Ano  | Cargo                           | Votos   | Resultado | Ref.   |
| ---- | ------------------------------- | ------- | --------- | ------ |
| 2010 | Deputada federal pelo Tocantins | 38.233  | Eleita    | [ 6 ]  |
| 2014 | Deputada federal pelo Tocantins | 41.802  | Eleita    | [ 19 ] |
| 2018 | Deputada federal pelo Tocantins | 40.008  | Eleita    | [ 11 ] |
| 2022 | Senado federal pelo Tocantins   | 395.408 | Eleita    | [ 20 ] |

## Condecorações
| Insígnia | País   | Honra                                 | Data                   |
| -------- | ------ | ------------------------------------- | ---------------------- |
|          | Brasil | Grande Oficial da Ordem de Rio Branco | 21 de novembro de 2023 |